# Raffles' malkoha
Raffles' malkoha (Rhinortha chlorophaea synoniem: Phaenicophaeus chlorophaea) is een koekoekssoort uit het monotypische geslacht Rhinortha. De vogel is genoemd naar de Britse natuuronderzoeker en luitenant-gouverneur van Java Thomas Stamford Raffles.

## Beschrijving
Raffles' malkoha is 30 cm lang, aanmerkelijk kleiner dan de malkoha's uit het geslacht Phaenicophaeus. Opvallend is de combinatie van een lichtblauwe washuid rond het oog en eveneens lichtblauwe snavel. Mannetje en vrouwtje verschillen sterk. Het mannetje heeft een lichtbruine kop, hals en borst en het vrouwtje is daar grijs.

## Verspreiding en leefgebied
Raffles' malkoha komt voor op het schiereiland Malakka, Sumatra en Borneo. Het is een algemeen voorkomende vogel van verschillende typen bos zowel in het laagland als in heuvellandbos tot 900 m boven de zeespiegel.

## Status
Raffles' malkoha heeft een groot verspreidingsgebied en de grootte van de populatie is niet gekwantificeerd. Er is geen aanleiding te veronderstellen dat de soort in aantal achteruit gaat. Daarom staat deze malkoha als niet bedreigd op de Rode Lijst van de IUCN.